# Umbertide
Umbertide är en ort och kommun i provinsen Perugia i regionen Umbrien i Italien. Kommunen hade 16 645 invånare (2018).